# マカダミア
| 項目                     | 分量 (g) |
| ------------------------ | -------- |
| 脂肪                     | 75.77    |
| 飽和脂肪酸               | 12.061   |
| 一価不飽和脂肪酸         | 58.877   |
| 16:1（パルミトレイン酸） | 12.981   |
| 18:1（オレイン酸）       | 43.755   |
| 22:1                     | 0.233    |
| 24:1（ネルボン酸）       | 0.018    |
| 多価不飽和脂肪酸         | 1.502    |
| 18:2（リノール酸）       | 1.296    |
| 18:3（α-リノレン酸）     | 0.206    |

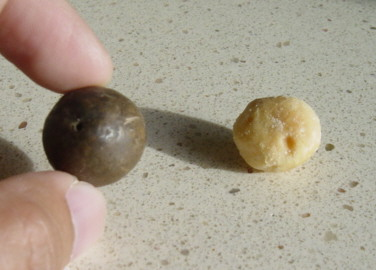
マカダミアの実とナッツ

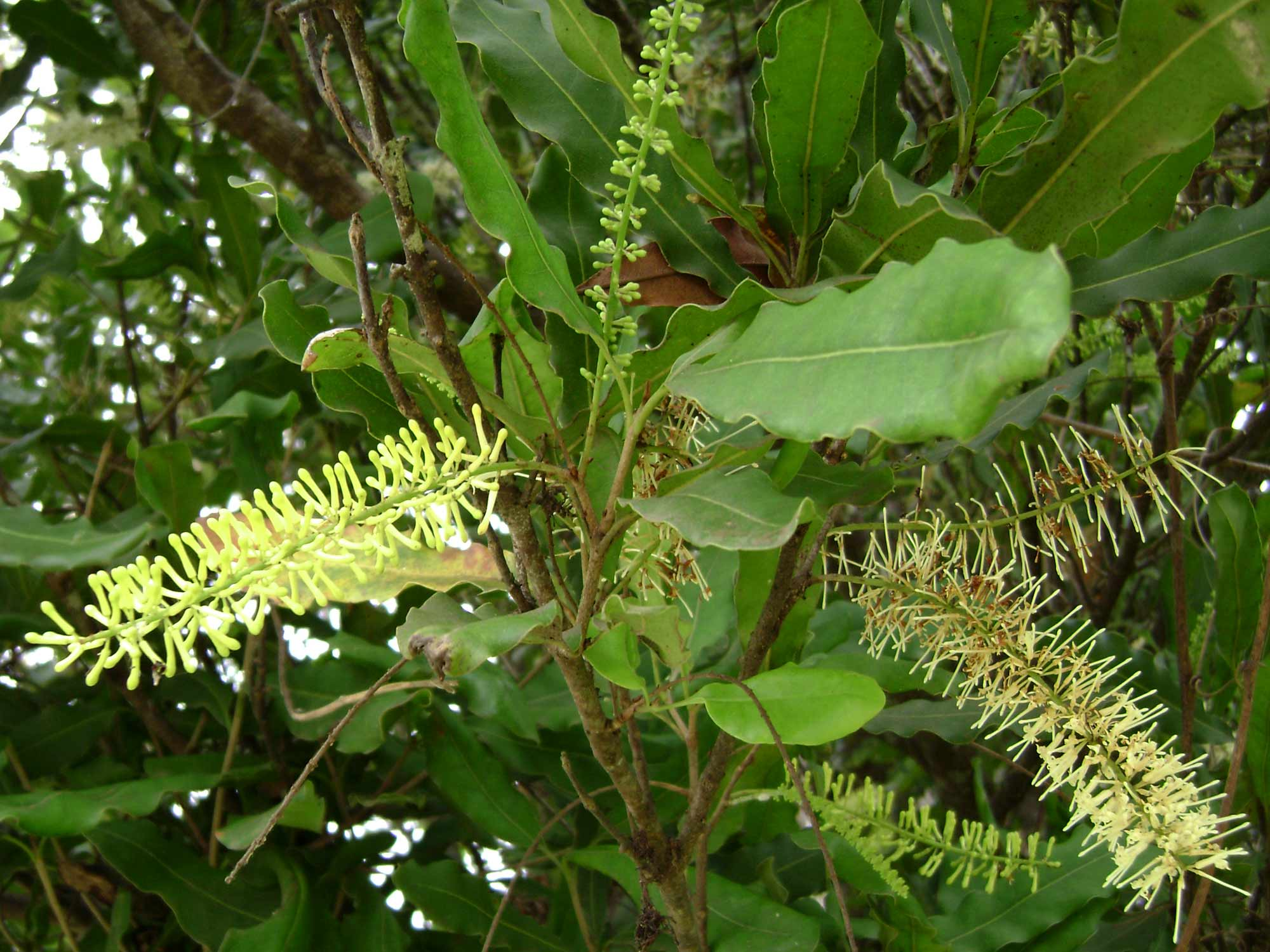
マカダミアの花

マカダミア（学名: Macadamia integrifolia）とはヤマモガシ科の常緑樹である。直径2 cmほどの殻果（ナッツ）はマカダミアナッツ（クイーンズランドナッツ）と呼ばれ、食用となる。
マカデミアと呼ばれることもある。原産地はオーストラリア。近年、主生産地のハワイおよび英語での一般的な発音はマカデイミアに近い。マカデミアという名称は、これを命名したドイツ出身のオーストラリア植物学者（フェルディナント・フォン・ミュラー）が友人のスコットランド出身のオーストラリア人化学者（ジョン・マカダム）の名前を学名（ラテン語風）にしたものである。

## マカダミアナッツ
歯ごたえはもろめでややしっとりとしており、味は淡白。パーム油と食塩で味付けしたり、チョコレートで包んだり、砕いてクッキーやケーキの材料の一部とする。また、マカダミアナッツを圧搾して採った油は食材として使われるほか、アロマセラピーで希釈油やマッサージオイルとしても用いられている。
100 g中の脂質は76.8 gだがコレステロールを含まず、オレイン酸やパルミトレイン酸などの不飽和脂肪酸が83 %を占める。
含有脂質率が高いため、主生産地のハワイ州では砕いたマカダミアナッツを非常用の照明に使う場合も稀にある。

## 栽培の歴史
原産はオーストラリアのクイーンズランド州。先住民族アボリジニの間ではブッシュ・タッカーとして、好んで食されていた。
1858年には最初の農園が作られ、1892年にハワイ王国に持ち込まれて同地での商業栽培の歴史が始まった。原種は甘味や脂肪分に乏しかったので1921年にハワイ大学で商業生産を目指した品種改良の研究が始まり、20年に及ぶ努力の果てに商品化が成功した。また、この間にハワイ州政府がマカダミアナッツ農園に免税の措置などを講じた結果、1950年代末までに作付け面積でパイナップル、コーヒー、サトウキビなどを抜いて1位となり、ハワイの代表的な農産品としての基盤が確立された。オーストラリア大陸原産の植物は栽培化が進んでおらず、マカダミアナッツは栽培植物となった希少例である。
上記と同時期には日系アメリカ人のマモル・タキタニがマカダミアナッツとチョコレートの相性が良いことに注目し、ナッツをチョコレートで包んだものを製品化してみると爆発的な人気を呼んだ。これが、2014年現在もマカダミアナッツ製品で最も消費量が多いハワイアンホスト社製のチョコレートである。
マカダミアナッツの生産量は世界でおよそ2万トンである。そのほとんどはオーストラリア産とハワイ産が占めており、ハワイ島、マウイ島、カウアイ島などに大農園がある。ハワイの代表的な特産品の1つとして1970年代以降は不動の地位を保っており、缶や瓶詰めにされた塩味のナッツやナッツをチョコレートで包んだマカダミアナッツチョコレートは土産物として人気が高い。